# Aerosol-Löschanlage
Aerosol-Löschanlagen sind Feuerlöschanlagen, die einen Brand mittels einer Kettenabbruchreaktion löschen. Sie werden hauptsächlich für industrielle und gewerbliche Zwecke eingesetzt um z. B. Maschinen, Räume, elektrische Anlagen oder Rechenzentren zu schützen. Anders als manche Gaslöschanlagen (z. B. CO2-Löschanlagen) verdrängen Aerosol Löschanlagen keinen Sauerstoff, sondern setzen eine Mischung aus Feststoffen und Gasen frei, die das löschfähige Aerosol (sogenanntes Feststoffpartikel-Aerosol) bilden.
Aerosol-Löschanlagen verwenden in sich geschlossene Löschgeneratoren, welche die aerosolbildende Verbindung, den Initiator und interne Elemente zur Kühlung des Aerosolstroms vor seinem Austritt aus dem Generator enthält. Es gibt Aerosol-Löschgeneratoren mit elektrischen, thermischen und manuellen Initiatoren, sowie als Handgeräte mit Zugbetätigung für Ersthelfer und Einsatzkräfte.

## Funktion und Löschwirkung
Aerosol-Löschanlagen bekämpfen Brände primär, indem sie die Kettenreaktion, die bei einer Verbrennung abläuft, unterbrechen. Dabei werden freie Radikale in der Flamme durch Kaliumcarbonate gebunden und können nicht mehr mit Luftsauerstoff reagieren. Das Aerosol besteht aus festen und gasförmigen Partikeln. Hauptbestandteil sind dabei Kaliumcarbonat und Kaliumhydrogencarbonat. Letzteres zersetzt sich bereits ab einer Temperatur von ca. 50 °C, wobei es Wasser und Kohlenstoffdioxid abspaltet. Dabei entsteht wiederum Kaliumcarbonat.
Durch die Umwandlung des Kaliumhydrogencarbonats zu Kaliumcarbonat wird dem Brennvorgang Oxidationsmittel entzogen. Diese endotherme Reaktion entzieht dem Feuer Wärmeenergie, wodurch sekundär eine Kühlwirkung eintritt.
Sowohl die chemische Löschwirkung (Kettenabbruchreaktion), als auch die physikalische Löschwirkung (Kühlung des Brandherdes) finden hauptsächlich an der Oberfläche der Feststoffpartikel statt, weshalb gilt: je feiner die Partikel, desto wirksamer die Löschung.
Aerosol-Löschanlagen werden für die komplette Flutung des Schutzbereichs ausgelegt und müssen eine bestimmte, vom Hersteller definierte, Konzentration und Standzeit des Löschmittels im Raum erreichen. Sie sind somit nur in geschlossenen Räumen einsetzbar. Je nach Brandlast und Rezeptur des Herstellers variieren die notwendigen Löschmittelkonzentrationen, die im Raum erreicht werden müssen. Eventuelle Undichtigkeiten im Löschbereich müssen mit entsprechend höher dimensionierten Konzentrationen kompensiert werden.
Punktlöschungen, also Löschungen, bei denen nicht der gesamte Raum geflutet wird, sind mit Aerosol-Löschanlagen möglich, erfordern jedoch umfangreiche Tests und Kalkulationen. Da das Aerosol je nach Brandereignis eine bestimmte Zeit auf das Feuer einwirken muss und die Löschgeneratoren feste Ausstoßzeiten von nur wenigen Sekunden haben, müssen Nachweise erbracht werden, dass die Wirkungszeit des Aerosols ausreicht, um das Feuer zu löschen und eine Wiederentzündung ausgeschlossen ist.

## Branderkennung und Löschsteuerung
Aerosol-Löschanlagen werden üblicherweise über eine elektrische Steuereinrichtung (EST) gesteuert und auf Funktion überwacht. Der zu schützende Bereich wird mit einer Brandmeldezentrale überwacht, an die Rauchmelder, Temperaturmelder, Rauchansaugsysteme (RAS-Systeme) oder Spezialmelder angeschlossen sind. Im Brandfall gibt  Brandmeldezentrale die Brandalarmmeldung an die elektrische Steuereinrichtung der Löschanlage ab, welche dann automatisch die Löschung auslöst.
Aerosol-Löschsysteme mit thermischen Auslösern sind üblicherweise mit unterschiedlichen Auslösetemperaturen erhältlich, um eine entsprechende Bandbreite an Einsatzmöglichkeiten abzudecken.
Manuell ausgelöste Aerosol-Löschgeneratoren werden über Zugeinrichtungen aktiviert, indem zum Beispiel ein Splint gezogen wird. Ähnlich wie bei den thermischen Auslösern haben unterschiedliche Hersteller hier unterschiedliche Konzepte.
Mobile Ersthelfergeräte funktionieren ähnlich wie manuelle Aerosol-Löschgeneratoren, jedoch in deutlich reduzierter Baugröße. Die Handgranaten-ähnlichen Geräte sind ausschließlich für Ersthelfer und professionelle Einsatzkräfte gedacht und unterliegen in Deutschland der Sprengstoffklasse 1.4S. Sie werden mithilfe einer Zugeinrichtung aktiviert und dann direkt ins Feuer oder den unmittelbaren Risikobereich geworfen.

## Personenschutz
Der Löschmittelausstoß von Aerosol-Löschgeneratoren, sowie das Aerosol Löschmittel können je nach Rezeptur des Löschmittels für Personen aufgrund von toxischen Nebenprodukten, eingeschränkter Sicht, hohen Temperaturen (ca. 300 °C direkt am Löschgenerator) und der Feinstaubbelastung gefährlich sein. Können Personen den Löschbereich bzw. den Gefährdungsbereich betreten, sind geeignete Sicherheitsmaßnahmen wie regelmäßige Unterweisungen, Warnkennzeichnungen, Vorwarnalarme vor der Flutung und ein Anlagen-Trennschalter vorzusehen.

### Eingeschränkte Sicht
Aerosol Löschmittel weisen aufgrund des hohen Feststoffanteils eine nicht unerhebliche Blickdichte auf. Diese muss sowohl während der Flutungszeit als auch nach der Löschung berücksichtigt werden.

### Toxische Gefährdung
Aerosol Löschmittel auf Basis von Kaliumcarbonaten sind in der erforderlichen Löschmittelkonzentration unbedenklich und haben keinen schädlichen Einfluss auf den menschlichen Organismus.
Bei dem Verbrennungsprozess des Feststoffs innerhalb des Löschgenerators können toxische Nebenprodukte entstehen, die je nach Herstellerrezeptur und Herstellungsverfahren unterschiedlich sind. Typische Nebenprodukte sind dabei Kohlenmonoxid, Stickoxide und Ammoniak. Je nach Zusammensetzung des im Generator vorhandenen Feststoffs, der technischen Auslegung und der Bedingungen Löschbereich können gefährliche Konzentrationen für Personen entstehen. In Deutschland empfiehlt die DGUV, den Einsatz von Aerosol-Löschanlagen auf nicht begehbare Räume oder Bereiche zu beschränken und fordert von Errichtern einen Toxizitätsnachweis.

### Thermische Gefährdung
Das Aerosol wird innerhalb des Generators in einem Verbrennungsprozess erzeugt und kann dementsprechend hohe Temperaturen erreichen. Bei der Konzipierung einer Aerosol-Löschanlage sind somit Mindestabstände für Personen, Gebäude und brennbare Stoffe zu berücksichtigen. Der Mindestabstand ist so zu wählen, dass eine Temperatur von 75 °C für Personen, 200 °C für brennbare Stoffe und 400 °C für Gebäudeteile nicht überschritten wird. Darüber hinaus können unmittelbar nach der Auslösung hohe Gehäusetemperaturen am Aerosolerzeuger auftreten, sodass auch hier Mindestabstände einzuhalten sind.

### Feinstaubbelastung
Das Feststoffpartikel-Aerosol besteht aus festen und gasförmigen Teilen. Bei längerer Exposition von Menschen mit dem Löschmittel können sich Bronchien und Atemwege zusetzen und zu Erstickungsgefahr führen. Eigenschaften wie Partikelgrößen und Partikelgrößenverteilung müssen von den Herstellern von Aerosol Löschmitteln angegeben werden, um eine Abschätzung der physiologischen Auswirkungen auf Menschen beim Einatmen zu ermöglichen. Je effektiver die Rezeptur des Löschmittels, desto geringer kann die nötige Auslegungskonzentration im Löschbereich sein und desto geringer fällt das Atemrisiko aus.

## Umweltschutz
Aerosol Löschsysteme sind vor allem als Reaktion auf das am 1. Januar 1989 in Kraft getretene Montreal-Protokoll, und der damit verbundene Verbot von Halon-Löschmitteln, entwickelt worden. Verbrennungsprodukte der aerosolerzeugenden Chemikalien bestehen hauptsächlich aus Kaliumcarbonat (KHCO3, K2CO3), Kohlendioxid (CO2), Stickstoff (N2) und Wasser (H2O). Sie gelten als umweltfreundlich, da sie ein Erderwärmungspotenzial (GWP) = 0 und ein Ozonschädigungspotenzial (ODP) = 0 aufweisen.

## Einsatzgebiete
Aerosol-Löschanlagen kommen vor allem in der Industrie zur Anwendung. Wegen der Effizienz der Löschwirkung einerseits und der möglichen Personengefährdung andererseits sind Aerosol-Löschanlagen vor allem für den Einsatz in nicht dauerhaft besetzten und nicht begehbaren kleinen Räumen mit hoher Brandgefährdung prädestiniert. 
Einige der wichtigsten Anwendungsgebiete sind:
- Maschinenräume von Schiffen
- Gefahrstofflager
- Elektrische Betriebsräume aller Art (z. B. in Windkraftanlagen)
- Generatorräume, Motorräume von Kraftfahrzeugen
- Lokomotiven, Unterflurschutz von Bahnfahrzeugen
- Frachträume und Triebwerke von Flugzeugen
- Batteriespeichersysteme
- Serverräume und Rechenzentren
- Schalt-, Technik-, EDV- oder Serverschränke

## Einschränkungen
Aerosol-Löschanlagen können aufgrund der hohen Blickdichte und Belastung der Atemwege bei längerer Exposition nicht in Publikumsbereichen installiert werden, da eine ordnungsgemäße Entfluchtung beeinträchtigt wäre. Diese Einschränkung führt dazu, dass Aerosol-Löschanlagen fast ausschließlich im gewerblichen und industriellen Bereich eingesetzt werden können.
Außerdem steht die hohe Mengeneffektivität des Löschmittels den begrenzten Generatorgrößen gegenüber. Das heißt, dass mit wachsender Raumgröße der wirtschaftliche Vorteil, den Aerosol-Löschanlagen in kleinen Räumen haben, verloren geht, da eine zu große Anzahl an Generatoren verbaut werden müsste.
Nach einer Auslösung einer Aerosol-Löschanlage ist eine Reinigung des Löschbereichs und der darin enthaltenen Einrichtungen notwendig, da sich die sehr feinen Partikel im gesamten Löschbereich ablagern. 